# 伊戈爾·阿納托利耶維奇·基里洛夫
伊戈爾·阿納托利耶維奇·基里洛夫（羅馬化：Igor Anatolyevich Kirillov；1970年7月13日—2024年12月17日），綽號毒氣將軍，俄羅斯軍事人物，軍銜中將。他是俄羅斯武裝力量輻射、化學和生物防護部隊（簡稱「俄羅斯三防部隊」）司令。

## 生平
基里洛夫於1970年7月13日出生於西部城市科斯特羅馬。
其自1987年起在蘇聯武裝力量服役。1991年，他以優異的成績畢業於科斯特羅馬防化高級軍事指揮學院。
自1991年起，他在西方集團軍服役，當時該部隊已經進入解散程序（部隊最終於1994年解散）。隨著最後一批俄軍撤出德國後，他轉至莫斯科軍區繼續服役。
2007年，他畢業於鐵木辛哥元帥輻射、生化和生物防護軍事學院。2014年9月，他成為這家軍事學院的院長。他擁有軍事科學副學士學位。
基里洛夫已婚，並育有兩個兒子。

## 事蹟
從1995年起，他逐步晉升，擔任過連長，到2009年已晉升至三防部隊獨立旅旅長。2009年，他調任三防部隊司令部擔任要職。
2017年4月，基里洛夫晉升少將，出任三防部隊司令。他參與新一代重型火焰噴射系統ТОС-2「托索奇卡」的研發與部署工作。2018年，基里洛夫被授予中將軍銜。
2021年7月，基里洛夫獲頒授「俄羅斯聯邦勞動英雄」稱號。
在俄羅斯入侵烏克蘭中，基里洛夫被指控參與使用化學武器攻擊烏克蘭武裝部隊。而他在俄羅斯國防部的簡報中散佈關於烏克蘭擁有生物武器實驗室的虛假訊息，因而引發廣泛關注。此外，他還指控烏克蘭「計劃以『髒彈』製造挑釁」，這一指控遭到烏克蘭的強烈否認，法國、美國和英國政府更直言俄方的指控是「毫無根據的謊言」。
美國及盟友指出，俄方曾動用有毒物質氯化苦；而烏克蘭國家安全局在2024年12月16日指責基里洛夫負責在東部和南部前線對烏克蘭守軍發動化學武器攻擊，以《烏克蘭刑法典》第438條「戰爭罪共謀」缺席起訴基里洛夫。

### 死亡
就在烏克蘭指控基里洛夫發動化學武器攻擊的第二日，當地時間2024年12月17日清晨6時許，基里洛夫在莫斯科的梁贊大街遭遇爆炸身亡。根據路透社引用網上流傳的影片顯示，事發當時，他的助手兼司機伊利亞·波利卡爾波夫少校正準備接送他前往工作地點，亦在爆炸中喪生。
俄羅斯當局將他的死亡歸咎於隱藏在电动滑板车內的爆炸裝置。烏克蘭國家安全局聲稱對這宗暗殺案負責，並稱基里洛夫是戰犯，也是合法的軍事目標。
12月18日，俄罗斯联邦安全局宣布，一名29岁的乌兹别克斯坦男子因涉嫌参与暗杀而被捕。俄罗斯联邦安全局声称，该嫌疑人受乌克兰情报机构招募，负责实施暗杀行動。

## 榮譽
- 俄羅斯聯邦勞動英雄[27]
- 三級祖國功勳勳章[28]
- 四級祖國功勳勳章[28]
- 軍功勳章[28]
- 二級祖國功勳獎章[28]
- 亞歷山大·涅夫斯基勳章[2]
- 科斯特羅馬地區榮譽公民（2022年7月7日）—表彰其在執行政府任務以及為科斯特羅馬地區提供的個人服務中所表現出的特殊功績、奉獻精神和專業精神。
- 俄羅斯聯邦國防部部門獎勵[28]
- 俄羅斯東正教弗拉基米爾教區「聖安德烈·博戈柳布斯基王子」獎章，表彰其「在俄羅斯聯邦武裝部隊人員的精神和道德教育方面的特殊功績」[8]。

## 制裁
由於直接參與入侵烏克蘭的軍事行動，基里洛夫被列入國際制裁名單，2022年2月23日被列入加拿大制裁名單，2022年10月19日被列入烏克蘭制裁名單。英國認定基里洛夫中在乌克兰部署化学武器並對其實施制裁。